# Göygöl
Göygöl este un oraș din Azerbaidjan. Până în 2008 a purtat numele de Khanlar.